# Lazard
Lazard — международная финансовая компания. Основными направлениями деятельности являются инвестиционный банкинг, финансовые консультации и управление активами. Штаб-квартира Lazard расположена в Нью-Йорке и занимает верхние 13 этажей в небоскребе Рокфеллер-плаза, 30.

## История
Компанию основали трое братьев еврейского происхождения: Александр, Эли и Симон Лазар. В 1848 году они переехали из Эльзаса в Новый Орлеан, где открыли бакалейный магазин, назвав своё предприятие Lazard Frères («Братья Лазар»). В следующем году они перенесли свою деятельность в Сан-Франциско и вскоре перешли от торговли к банковским услугам, в частности, обмену валют и торговле золотом. В 1852 году был открыт парижский филиал Lazard Frères et Cie. В конце 1850-х годов к трём братьям присоединился их кузен, Александр Вайль. В 1877 году был создан филиал в Лондоне, Lazard Brothers & Co.
В 1880 году американская штаб-квартира была перенесена в Нью-Йорк, среди ключевых фигур нью-йоркского офиса был Джордж Блументаль. Однако к этому времени центром операций стал парижский офис, который возглавлял Александр Вайль (отчасти потому, что только у него были наследники мужского пола). В начале XX века произошёл распад семейного бизнеса на три дома. В 1908 году лондонский офис стал самостоятельной компанией. В 1919 году долю в ней купила издательская компания S.P. Pearson & Sons, а в 1930-х годах установила полный контроль над Lazard Brothers. Парижский офис в первой половине XX века возглавлял Давид Давид-Вайль (внук Александра Вайля), а позже его сын Пьер. С началом Второй мировой войны Пьер Давид-Вайль бежал в США, где возглавил нью-йоркский офис Lazard Frères совместно с Андре Мейером. С 1948 года в этом офисе начал работать Феликс Рогатин (Felix Rohatyn).
Восстановлением парижского офиса в 1950-х годах занялся Мишель Давид-Вайль, сын Пьера. В 1961 году он стал также партнёром в нью-йоркском офисе, а в 1977 году — старшим партнёром. С 1984 года Мишель Давид-Вайль начал выкупать акции лондонского офиса, к концу 1980-х годов став старшим партнёром и там. К этому времени основной специализацией Lazard стали консультации по слияниям и поглошениям. В середине 1990-х годов была создана общая для всех трёх офисов дочерняя компания Lazard Capital Markets, которая занималась андеррайтингом, а в 1997 году были объединены подразделения по управлению активами. Также в 1997 году Lazard покинули двое ключевых сотрудников — Феликс Рогатин (стал послом США во Франции) и Эдуард Стерн (ушёл в свой семейный банк Banque Stern). Во главе Lazard остались Мишель Давид-Вайль и Стивен Раттнер, но в 2000 году из фирмы ушёл и Раттнер.
В 1998 году Мишель Давид-Вайль сумел полность выкупить лондонский офис, и в 2000 году была создана фирма Lazard LLC, объединившая все три дома семьи Лазар. Lazard LLC была зарегистрирована в США, из некоторых активов во Франции в 2001 году была создана отдельная компания Eurazeo. Председателем Lazard LLC стал Мишель Давид-Вайль, а генеральным директором — Брюс Вассерштейн. В 2004 году компания была перерегистрирована на Бермудах под названием Lazard Ltd. В 2005 году Вассерштейн провёл размещение акций Lazard на Нью-Йоркской фондовой бирже, после чего доли членов семьи Давид-Вайль были выкуплены за 1,6 млрд долларов. После смерти Вассерштайна в 2009 году фирму возглавил Кеннет Джейкобс. В начале 2024 года место регистрации компании было изменено на США (штат Делавэр), а название — на Lazard, Inc.

## Собственники и руководство

### Бывшие председатели

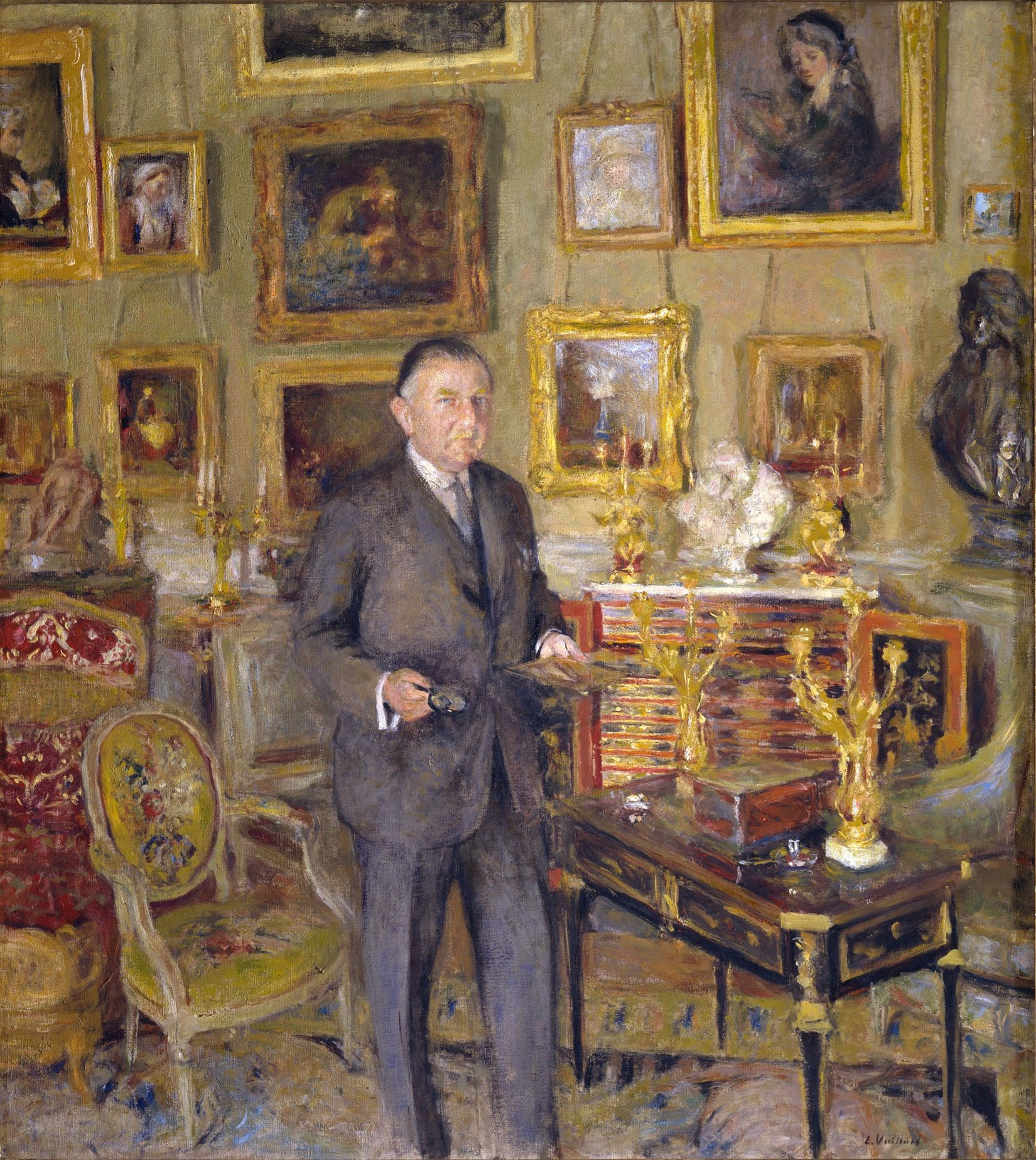
Давид Давид-Вайль, портрет работы Эдуара Вюйара, 1925 год

- Александр, Эли и Симон Лазар (учредители)
- Александр Вайль (Alexandre Weill, 1834—1906)
- Давид Давид-Вайль (David David-Weill, 1871—1952)[13]
- Пьер Давид-Вайль (Pierre David-Weill, 1900—1975)
- Андре Мейер (André Meyer, 1898—1979)
- Мишель Давид-Вайль (Michel David-Weill, 1932—2022)
- Кен Коста (Ken Costa, род. 31 октября 1949 года)
- Брюс Вассерштейн (Bruce Wasserstein, 1947—2009)[14]

### Действующее руководство
- Кеннет Джейкобс (Kenneth M. Jacobs, род. в сентябре 1958 года) — председатель совета директоров с 2009 года, до 2023 года был также генеральным директором. В компании с 1988 года.
- Питер Орзаг (Peter R. Orszag, род. 16 декабря 1968 года) — генеральный директор (CEO) с октября 2023 года; в компании с 2016 года. С 2011 по 2016 год работал в Citigroup, до этого был директором Административно-бюджетного управления в администрации Барака Обамы.

### Акционеры
Крупнейшими акционерами Lazard по состоянию на 2024 год были Vanguard Fiduciary Trust Co. (11,87 %), Fidelity Management & Research Co. (10,61 %), BlackRock Advisors (8,35 %), Ariel Investments (6,82 %), Capital Research & Management Co. (4,65 %).

## Деятельность

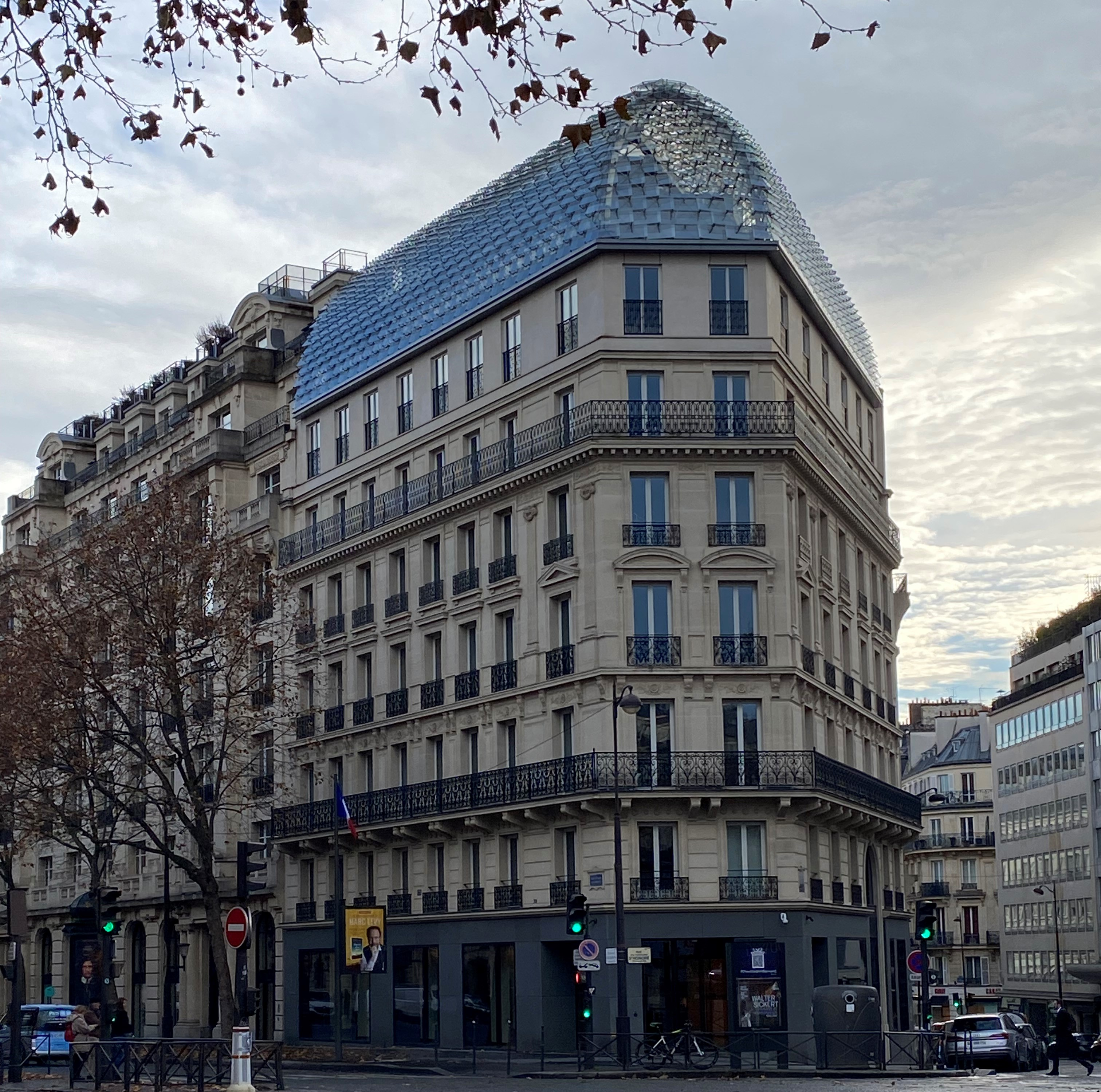
Парижский офис Lazard

Подразделения компании по состоянию на 2023 год:
- финансовые консультации — консультирование представителей корпораций, финансовых институтов, правительств и частных лиц по вопросам стратегии развития, слияний и поглощений, рынков капитала, геополитических рисков; 55 % выручки;
- управление активами — управление активами различных фондов, финансовых институтов, а также частным капиталом; 45 % выручки.

Выручка компании за 2023 год составила 2,61 млрд долларов, из них на Америку пришлось 47 %, на Европу, Ближний Восток и Африку — 46 %, на Азиатско-Тихоокеанский регион — 6 %.
Главные офисы компании расположены в Нью-Йорке (30 Rockefeller Plaza), Париже (175 Boulevard Haussmann и 25 Rue de Courcelles) и Лондоне (50 Stratton Street). Отделения имеются в США (Бостон, Лос-Анджелес, Миннеаполис, Остин, Сан-Франциско, Хьюстон, Чикаго, Шарлотт), Канаде (Монреаль), Бразилии (Сан-Паулу), Франции (Бордо, Нант, Лион), Нидерландах (Амстердам), Бельгии (Брюссель), Ирландии (Дублин), Швейцарии (Женева, Цюрих), Германии (Франкфурт, Гамбург, Мюнхен), Люксембурге, Италии (Милан), Австрии (Вена), Испании (Мадрид), Швеции (Стокгольм), ОАЭ (Дубай), КНР (Гонконг), Австралии (Мельбурн, Сидней), Саудовской Аравии (Эр-Рияд), Республике Корея (Сеул), Сингапуре, Японии (Токио).
В 2023 году Lazard заняла 96-е место в списке крупнейших инвестиционных компаний мира по размеру активов под управлением ($246,7 млрд).

## Дочерние компании
Основные дочерние компании по состоянию на конец 2023 года:
- Lazard Frères & Co. LLC (США)
  - Lazard Asset Management LLC (США)
- Compagnie Financière Lazard Frères SAS (Франция)
  - Lazard Frères Banque SA (Франция)
  - Lazard Frères Gestion SAS (Франция)
  - Maison Lazard SAS (Франция)
- Lazard & Co., Limited (Великобритания)
  - Lazard & Co., Holdings Limited (Великобритания)
- Lazard Growth Acquisition Corp. I (Каймановы острова)